# Alessandro Gazzi
Alessandro Gazzi (Feltre, 1983. január 28. –) olasz labdarúgó, 2012 óta az élvonalbeli Torino középpályása.
2007. május 27-én Reggio Calabria díszpolgára lett.

## Pályafutása

### A válogatottban
2003 és 2004 között három mérkőzésen lépett pályára az olasz U20-as válogatottban.

## Sikerei, díjai
Bari
- Serie B: 2008-09